# 顾晓黎
顾晓黎（1971年3月28日—）是一名中国前女子赛艇运动员。她在1992年巴塞罗那夏季奥林匹克运动会中，参加了女子双人双桨赛艇比赛并获得铜牌。